# أليكساندرو يونسكو
أليكساندرو يونسكو (بالرومانية: Alexandru Ionescu)‏ هو متزلج جماعي روماني، ولد في 10 مارس 1903، وتوفي في 1987.

## وصلات خارجية
- أليكساندرو يونسكو على موقع أوليمبيديا (الإنجليزية)

1. ↑   http://www.olympedia.org/athletes/87353. {{استشهاد ويب}}: |url= بحاجة لعنوان (مساعدة) والوسيط |title= غير موجود أو فارغ (من ويكي بيانات) (مساعدة)